# Iwanopil (rejon korosteński)
Iwanopil (ukr. Іванопіль) – wieś na Ukrainie, w obwodzie żytomierskim, w rejonie korosteńskim, w hromadzie Uszomierz. W 2024 liczyła 49 mieszkańców.